# Neotoma palatina
Neotoma palatina és una espècie de mamífer rosegador de la família dels cricètids. És endèmica del centre-est de Jalisco (Mèxic). El seu hàbitat natural són els boscos caducifolis tropicals situats al fons de les valls. Està amenaçada per la inundació de part del seu medi com a resultat de la construcció de la Presa El Cajón. El seu nom específic, palatina, significa ‘palatina’ en llatí.